# Jatrań (wieś)
Jatrań (ukr. Ятрань) – wieś na Ukrainie, w obwodzie kirowohradzkim, w rejonie hołowaniwskim, w hromadzie Pidwysoke. W 2001 liczyła 417 mieszkańców, spośród których 414 wskazało jako ojczysty język ukraiński, a 3 rosyjski.